# Лидер мнения
Уважаемые известные люди — люди, отличающиеся в глазах своих последователей высоким социальным статусом и лучшей информированностью и, тем самым, оказывающие влияние на их понимание содержания и смысла сообщений массовой коммуникации. В этом смысле термин был введен в книге Пола Лазарсфельда и Элиху Каца «Личное влияние» (1955) и исходит из разработанной ими теории двухступенчатого потока коммуникации. Также в разработку понятия внесли вклад Р. Мертон, Ч. Райт Миллс и Б. Берельсон. Эта теория является одной из нескольких моделей, объясняющих механизм передачи информации широкой аудитории через фильтр восприятия влиятельных в данном окружении людей.

## Происхождение термина
Одним из важнейших этапов изучения воздействия СМК на целевую аудиторию стало исследование П. Лазарсфельда и его коллег из Бюро прикладных социальных исследований Колумбийского университета во время президентских выборов в США в конце 1940-х годов. Лазарсфельд основывался на эмпирическом материале, полученном в ходе Второй мировой войны, где было выявлено, что солдаты больше верят офицерам, нежели СМИ. Задача нового исследования заключалась в том, чтобы выявить влияние средств массовой коммуникации, используя исследования У. Липпманна и Г. Лассуэлла. Выборка из 600 семей показала неожиданные результаты, поскольку они вступали в противоречие с устоявшимся к тому времени пониманием воздействия массовой коммуникации как своего рода «иглы для подкожного вспрыскивания»: 53 % избирателей не изменяли своего решения и были уверены в своём выборе с самого начала предвыборной кампании, ответы 24 % были ожидаемы, исходя из общей тенденции; 15 % не могли определиться и голосовали поочередно то за одного кандидата, то за другого; и только 8 % голосовали за кандидата, будучи лояльными к его оппоненту.
Важнейшим итогом опросов стал вывод о том, что главное воздействие средств массовой коммуникации — укреплять в избирателях уверенность в правильности уже сделанного выбора. Дополнительный анализ этой тенденции показал, что увеличение охвата целевой аудитории явилось следствием обсуждения этих сообщений с влиятельными, воздействующими на общественное сознание людей, которых стали называть «лидерами мнений». Это послужило толчком к созданию двухступенчатой модели коммуникации, так как одноступенчатая модель устарела в связи с соединение передачи информации с передачей влияния этой информации на адресата.

## Типы
Идея П. Лазарсфельда получила развитие в исследованиях Р. Мертона, который в 1948 году в ходе изучения межличностного влияния и коммуникационного поведения населения небольшого американского города выделил два типа лидеров мнения: локальный и космополитический.
Локальными лидерами были люди, проживающие в одной местности довольно продолжительное время, сведущие в повседневных делах(карьера, воспитание, образование). Именно к ним за советом или консультацией приходят соседи, друзья и знакомые. В то время как, космополитические лидеры сравнительно недавно переехали в этот город. Они много путешествовали по миру и обладали богатым зарубежным опытом, следовательно они разбирались в национальных и международных проблемах (политика, мода, мировой бизнес). Представители обоих типов активно читают прессу, однако «космополиты» изучают преимущественно общенациональную прессу, а локальные лидеры время от времени просматривают местные издания. Правда, типология Р. Мертона хотя и сохраняет свое значение в условиях локальных общностей, но в условиях глобализации, представляет скорее исторический интерес.
Второй классификацией было разделение на мономорфных и полиморфных. Мономорфные влиятельные люди являются специалистами в узкой области или сфере своей профессиональной компетенции, и их влияние не распространяется на другие сферы принятия решений. Вторую группу влиятельных людей принято называть полиморфными лидерами, так как они могут влиять на общественность в широком диапазоне областей, пользуясь межличностными связями и контактами.

## Характеристики
В опубликованной в 1955 году книге Лазарсфельд и Катц указали, что лидеры мнения существуют на всех уровнях общества и во всех демографических группах, из чего следует, что отличаются они определёнными чертами и характеристиками.
1. Активная жизненная позиция
2. Разветвлённая сеть социальных контактов
3. Стремление распространять полезную информацию
4. Уверенность при формировании тренда
5. Вовлечённость в процесс решения проблем

## Последствия для деятельности средств массовой коммуникации
Вклад П. Лазарсфельда значительно повлиял на подход к подаче средствами массовой коммуникации материала, поскольку показал, что они не оказывают должного эффекта на уровне отдельного человека, однако, проникая в первичные группы посредством личного общения, они способны воздействовать на людей, меняя их мнения. Можно выделить три основных изменения. Во-первых, при организации коммуникационного процесса появилась ориентация на лидеров мнения. Во-вторых, желание получить доверие к своему информационному сообщению привело к использованию принципов межличностной коммуникации, как если люди обращались за советом к своему наставнику или же товарищу. В-третьих, сообщения стали адаптироваться к целевым группам за счет привлечения известных и выдающихся людей, чьё мнение пользуется авторитетом.
Дальнейшее развитие связано с выявлением так называемых «факторов-посредников», опираясь на которые происходят изменения в установках и поведении человека, например: предрасположенность к восприятию; принадлежность человека к определенной группе; влияние групповых ценностей и норм.
Таким образом, опора на «лидеров мнений» предполагает ориентацию на уже имеющиеся в обществе социальные и коммуникативные институты, что дает значительно больший эффект, чем создание новых каналов коммуникации.

## Критика
Хотя двухступенчатая модель и была большим прорывом, некоторые аспекты этой теории часто подвергались критике. Главным недостатком является отсутствие предположения о существовании людей, обладающих одновременно и качествами лидера мнения и обычного потребителя информации. Следующим фактором является упущение существования «горизонтального процесса обсуждения мнений». Лазарсфельд указывает только на вертикальный процесс, в котором лидеры мнений полагаются только на средства массовой информации, игнорируя все другие источники, а представители общественности полагаются только на своих лидеров. Это же разграничение подразумевает изолированные потоки информации, несмотря на то, что все получаемые нами сведения взаимосвязаны.
На важность других членов межличностный коммуникации указал Дж. П. Робинсон, переключив основное внимание с центральных элементов коммуникации — лидеров мнений на существование различных процессов в рамках данной модели. В ряде работ был прослежен процесс распространения информации, обратный тому, что изучается двухступенчатой моделью — от «маргиналов» к «лидерам мнений». Было выявлено, что благодаря низкому уровню комфортности, люди с периферии способны адаптироваться к новой информации быстрее других групп, так как им не требуется специальной подготовки для того, чтобы принять идею.
Также в исследовании Веймана предполагается, что будучи маргиналом человек получает преимущества, поскольку общество накладывает на него определенные ролевые обязательства по распространению информации между группами, что позволяет ему влиять на поведение и мнение других людей.